# Setra

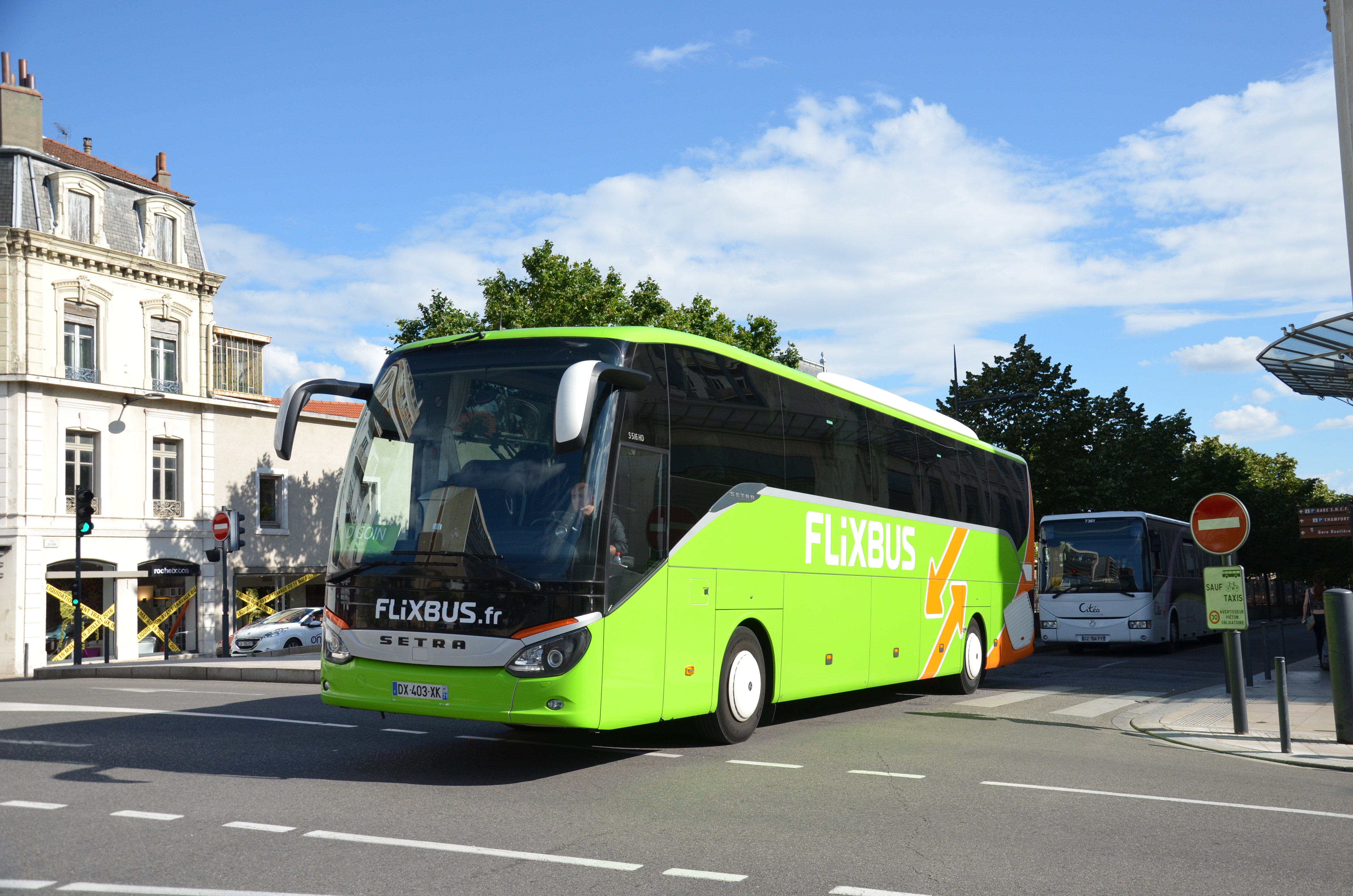

Setra, ibland K-Setra, tidigare Kässbohrer Setra, är ett bussmärke som från början ägdes av Kässbohrer. Namnet Setra är en förkortning av Selbsttragend och betyder alltså självbärande.
Före 1995 var Setra ett märke som ägdes av Kässbohrer. Daimler-Benz köpte då busstillverkningen och bildade ett gemensamt bolag, EvoBus, numera Daimler Buses, som i dag står för tillverkningen av bussar under namnen Mercedes-Benz och Setra.

## Historia
1950 utvecklade Otto Kässbohrer och hans chefsingenjör Georg Wahl Setra S 8, den första integrerade bussen. Med hjälp av erfarenheter med självbärande ramar skapade de en buss som kombinerade chassi och kaross till en enda enhet. Denna innovativa design innehöll en bakmonterad motor, reducerad vikt, förbättrad strukturell styrka, ökad säkerhet och en strömlinjeformad exteriör.
1959 lanserade Setra 10-serien. Sortimentet omfattade modeller från S 6 till S 15, servicebussen ST 110 och Europas första ledade buss, SG 165. Nästan 7 500 enheter såldes under 16 år. 
I januari 1973 hade Setra S 200 premiär på bilsalongen i Genève. Den nya 200-serien hade modernare design, stort bagageutrymme, serveringsdel och toaletter. Bussen drevs av en modern tio-cylindrig motor på 235 kW från Mercedes.
1991 lanserades Setras 300-serie med ComfortClass. År 1993 följde TopClass 300 med dubbeldäckaren S 328 DT, och 1994 presenterades MultiClass 300 på IAA i Hannover. Totalt tillverkades 15 modeller i serien. Den 14 februari 1995 blev Setra en del av Daimler Buses och därmed ett varumärke inom Mercedeskoncernen.